# Xenotilapia
Xenotilapia ist eine Buntbarschgattung, die im ostafrikanischen Tanganjikasee endemisch vorkommt.

## Merkmale
Xenotilapia-Arten werden 6 bis 18 cm lang und besitzen schlanke, sandfarbene oder silbrige Körper mit einem langen Schwanzstiel. Die Rückenflosse besitzt 12 bis 15 Hartstrahlen, die Afterflosse drei, wie bei den meisten Buntbarschen. Ihre Augen sind sehr groß, das Seitenliniensystem gut entwickelt. Neben den zwei Seitenlinien die die meisten Buntbarsche besitzen, eine vordere, parallel zum Rückenprofil und eine zweite mittig am hinteren Körper, besitzen die Xenotilapia-Arten eine dritte auf dem Schwanz. Die Brustflossen sind sehr lang, bei den Bauchflossen, die die Fische benützen um sich ruhend auf dem Boden abzustützen, sind die inneren Flossenstrahlen länger als die äußeren.
- Schuppenformel: SL 34-43
- Kiemenrechen 9-18 auf der unteren Hälfte des ersten Kiemenbogens.

## Lebensweise
Xenotilapia-Arten leben in großen Schwärmen über sandigen oder schlammigen Böden in großen Tiefen des Tanganjikasees. Ähnlich wie die Sandgrundeln im Meer ernähren sie sich von kleinen im Boden lebenden Wirbellosen, die sie aufnehmen, indem sie eine Portion Sand oder Schlamm ins Maul nehmen, diesen durchkauen und durch die Kiemenöffnungen wieder ausstoßen, wobei die fressbaren Bestandteile durch die Kiemenrechen zurückgehalten werden.

## Arten
Es gibt 18 Arten:

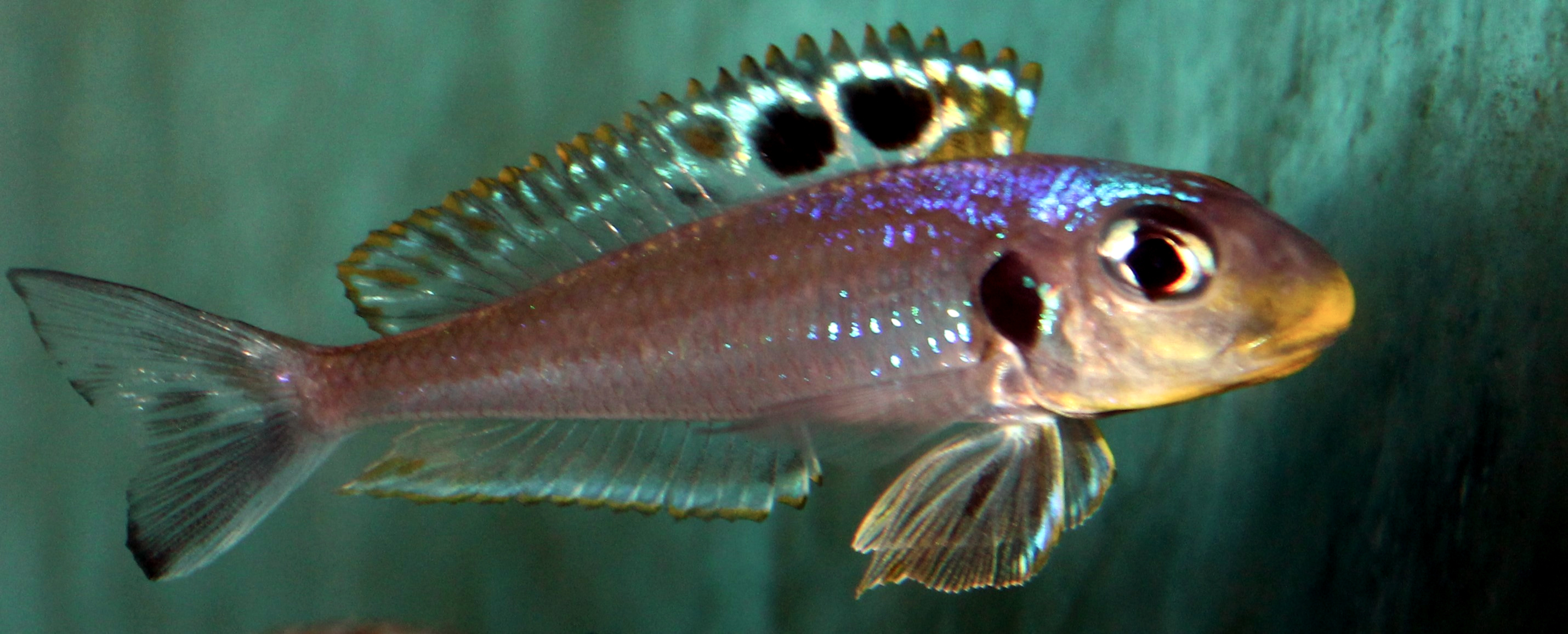
Xenotilapia bathyphila

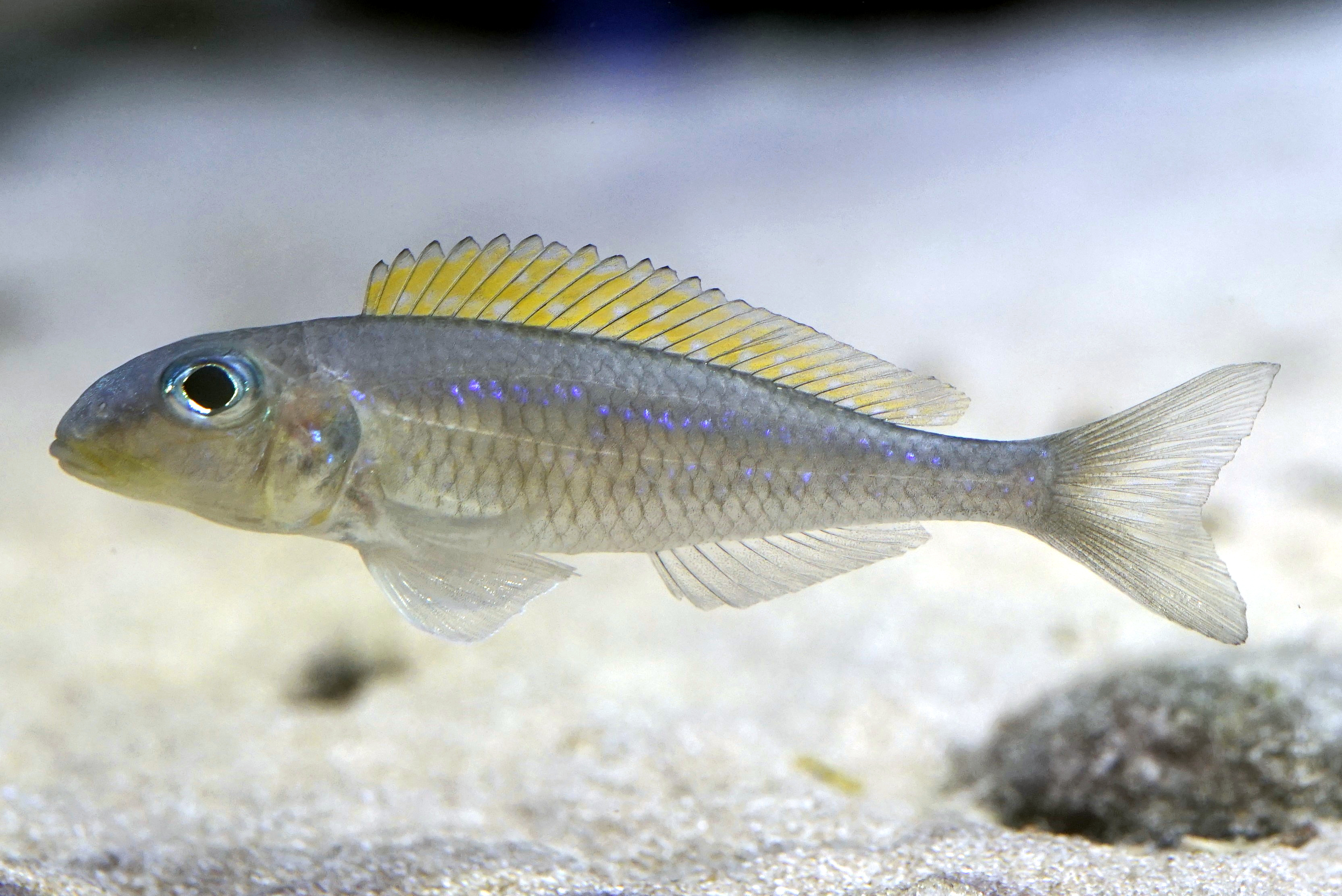
Xenotilapia flavipinnis

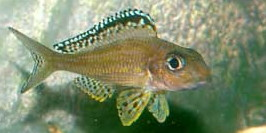
Xenotilapia papilio

- Xenotilapia albini (Steindachner, 1909)
- Xenotilapia bathyphilus Poll, 1956
- Xenotilapia boulengeri Poll, 1942
- Xenotilapia burtoni Poll, 1951
- Xenotilapia caudofasciata Poll, 1951
- Xenotilapia flavipinnis Poll, 1985
- Leptura-Maulbrüter (Xenotilapia leptura Boulenger, 1901)
- Xenotilapia longispinis Poll, 1951
- Xenotilapia melanogenys (Boulenger, 1898)
- Xenotilapia nasus De Vos, Risch & Thys van den Audenaerde, 1995
- Xenotilapia nigrolabiata Poll, 1951
- Xenotilapia ochrogenys Boulenger, 1914
- Xenotilapia ornatipinnis Boulenger, 1901
- Xenotilapia papilio Büscher, 1990
- Xenotilapia rotundiventralis (Takahashi, Yanagisawa & Nakaya, 1997)
- Xenotilapia sima Boulenger, 1899, Typusart
- Xenotilapia spilopterus Poll & Stewart, 1975
- Xenotilapia tenuidentata Poll, 1951